# Johannes Flügge
Johann(es) Flügge (eller Flüggé), född den 22 juni 1775 i Hamburg, död där den 28 juni 1816, var en tysk botanist.
Flügge studerade medicin och naturhistoria vid universiteten i Jena, Wien och Göttingen. År 1800 blev han medicine doktor vid universitetet i Erlangen. Därefter företog han botaniska exkursioner i Tyskland och Frankrike. Flügge blev sedan läkare i sin hemstad, där han 1810 grundlade den första botaniska trädgården. Han var författare till Graminum monographia (1810). 
Auktorsnamnet Flüggé kan användas för Johannes Flügge i samband med ett vetenskapligt namn inom botaniken; se Wikipediaartiklar som länkar till auktorsnamnet.